# Abandonnateur
L'abandonnateur est l'individu qui commet un abandon, qui renonce volontairement à un droit.
À l'inverse, l'abandonnataire est celui qui bénéficie de l'acte d'abandon.

## Cas d'abandonnateurs
- L'héritier ne revendiquant pas la succession moins de trente ans après son ouverture.
- Le propriétaire d'un immeuble qui ne s'est depuis plus de trois ans acquitté des taxes foncières, ou d'un immeuble dont les taxes foncières sont depuis plus de trois ans acquittées par un tiers.
- Le client ne réclamant pas son bien laissé en gage chez un commerçant.
- Le patient ne réclamant pas son bien perdu dans un établissement de santé ou de retraite.
- Le voyageur ne réclamant pas son bagage consigné dans une gare.
- Le propriétaire d'un navire l'abandonnant en mer.
- L'automobiliste ne reprenant pas son véhicule au garage.

## Législation
- Loi du 31 mars 1896, relative à la vente des objets abandonnés ou laissés en gage par les voyageurs aux aubergistes ou hôteliers
- Loi du 31 décembre 1903, relative à la vente de certains objets abandonnés

## Termes juridiques connexes
Est un déchet tout meuble qu'abandonne son détenteur.